# Економски факултет Универзитета у Бањој Луци
Економски факултет у Бањој Луци налази се у саставу Универзитета у Бањој Луци, једног од два државна универзитета у Републици Српској.
Декан Економског факултета је проф. др Миленко Крајишник.

## Историја
Економски факултет је званично основан 6. фебруара 1975. године када је Скупштина општине Бања Лука, на заједничкој сједници Друштвено-политичког вијећа, Вијећа удруженог рада и Вијећа мјесних заједница, донијела одлуку о његовом оснивању. Претходник факултета је био Центар Економског факултета из Ријеке (отворен 1961) и Одјељење Економског факултета из Сарајева (основано 1974).
Дана 30. новембра 1975. конституисан је први Савјет Економског факултета и изабран први декан — проф. др Јован Родић. У периоду од 1975. до 1978, факултетски колектив је наставио са кадровским и материјално-финансијским јачањем, уз подршку тадашњих надлежних власти Бање Луке и Републичког извршног вијећа СР БиХ. Историјат Економског факултета обиљежила је и афера искључења тројице професора из наставног процеса, због вербалног деликта.
Током Рата у Босни и Херцеговини, Економски факултет у Бањој Луци је прекинуо све стручне и научне контакте са свим економским факултетима из бивше СФРЈ, изузев економских факултета из Србије. Факултет је запао у материјално-финансијску кризу и престао је сваки научно-истраживачки рад, а скоро цијела мушка популација студената и један број наставног особља били су у јединицама Војске Републике Српске и активни учесници рата. Ипак, настава никада није прекидана и испити су редовно одржавани према унапријед прописаном годишњем распореду.
Након доношења Закона о високом образовању крајем 2006. године, Универзитет у Бањој Луци организован је као интегрисани, а факултети су изгубили статус правног лица и постали организационе јединице. Универзитетска и факултетска дјелатност заснивала се од тада на болоњском процесу.

## Декани
Декани Економског факултета од оснивања до данас:
- Јован Родић (1975—1977)
- Хамдија Таловић (1977)
- Војислав Оташевић (1977—1979)
- Кјазим Крајишник (1979—1981)
- Сабахудин Османчевић (1981—1985)
- Иван Марковић (1985—1986)
- Крстан Малешевић (1987)
- Шефкија Берберовић (1989)
- Шефкија Берберовић (1989—1991)
- Сабахудин Османчевић (1992)
- Ранко Лончаревић (1994)
- Владислав Ђурасовић (1994—1996)
- Владислав Ђурасовић (1996—1998)
- Станко Станић (1998—2000)
- Станко Станић (2000—2002)
- Станко Станић (2002—2006)
- Новак Кондић (2006—2008)
- Новак Кондић (2008—2012)
- Новак Кондић (2008—2016)
- Станко Станић (2016—2020)
- Миленко Крајишник (од 2020)